# Osváth Richárd
Osváth Richárd (Szatmárnémeti, 1985. február 28. –) romániai magyar kerekesszékes vívó, paralimpiai ezüst- és bronzérmes, világ- és Európa-bajnok, a DEAC Debrecen versenyzője.

## Sportpályafutása
Szülővárosában a CSS Satu Mare klub vívó-szakosztályán kezdett el sportolni. Első edzői Lengyel Éva és File Attila voltak. Ifjúsági válogatott volt és többször megnyerte a Balkán-bajnokságot is, 1998 és 2006 között pedig hatszor volt országos bajnok Romániában.
Több térdsérülése volt, hétszer műtötték a sérült lábát, 2008-ban pedig jobb lába lebénult. Pályafutását több évre abbahagyta, majd úgy döntött, hogy megpróbálkozik a kerekesszékes vívással. Romániában erre nem volt lehetősége, így került Magyarországra, ahol megkapta a támogatást, igaz eleinte párhuzamosan edzett Szatmárnémetiben és Budapesten. Kijutott a 2012-es paralimpiára, ahol az elődöntőben a kínai ellenfele 13–15-re múlta felül a tőrözők egyéni versenyében. A bronzéremért Osváth 15–7-re győzte le a francia Damien Tokatliant. Bronzérmét egyaránt ajánlotta a román- és a magyar szövetségnek is, bár azt később elismerte, hogy szülőhazája sportági vezetőitől semmiféle gratulációt nem kapott.
2013-ban Budapesten rendezték a vívó-világbajnokságot és a kerekesszékesek tőr egyéni versenyében Osváth ezüstérmet szerzett. Az A sérültségi kategóriában a selejtezőben négy győzelmet aratott, majd a következő két körben hongkongi ellenfelet győzött le. A negyeddöntőben és az elődöntőben 15-8-ra és 15-4-re múlta felül ellenfelét, a döntőben pedig egy kínai riválisánál bizonyult jobbnak 15-7-re. 2014-ben a Strasbourgban rendezett Európa-bajnokságon az egyéni versenyekben tőrben arany-, kardban pedig ezüstérmet szerzett.
A 2016-os paralimpián a kerekesszékes vívók A sérültségi kategóriájának kard egyéni versenyében ezüstérmes lett. 2017-ben Rómában világbajnoki címet szerzett férfi tőr egyéni A kategóriában. Abban az évben ő lett az év férfi fogyatékos sportolója. A koronavírus-járvány miatt egy évvel, 2021 nyarára halasztott tokiói paralimpián ezüstérmet szerzett. 
A 2022-es egri kerekesszékes világkupán tőrben diadalmaskodott.
A 2022-es varsói kerekesszékes vívó Európa-bajnokságon tőr A kategóriában állhatott fel a dobogó legfelső fokára, nyolc év után másodszor. A párizsi paralimpián a vártnál gyengébben szerepelt: sem kardban, sem erősebb számában, tőrben nem jutott a legjobb négy közé. Az újfajta lebonyolítás szerint vigaszágra került, ahol öt kör alatt lehet a bronzéremig eljutni. Első asszójában azonban kikapott és nem jutott tovább. Tőrben a vigaszág harmadik asszójában kínai ellenfelével szemben alulmaradt, így az ötödik helyen végzett.

## Díjai
- Magyar Fair Play díj – Fair Play Cselekedet kategória (2014)
- A Magyar Érdemrend lovagkeresztje (2016)[14]
- Az év fogyatékos férfi sportolója (2017)[15]
- A Magyar Érdemrend tisztikeresztje (2021)[16]
- Szatmárnémeti díszpolgári cím (2021)[17]

## Családja
2013 óta nős, felesége Kinga, három gyermeke van. Áron fiuk 2015 áprilisában, Medárd 2018 májusában, legkisebb gyermekük, Karolina 2020 júliusában született.